# Џеф Фејхи
Џеф Фејхи (енгл. Jeff Fahey) је амерички глумац, рођен 29. новембра 1952. године у Олијану, Њујорк (САД).

## Филмографија
| Улоге Џеф Фејхи |                       |               |            |          |
| Година          | Српски назив          | Изворни назив | Улога      | Напомена |
| 1986.           | Психо 3               |               | Двејн Дјук |          |
| 1990.           | Бели ловац, црно срце |               | Пит Верил  |          |
| 2007.           | Грајндхаус            |               | Џеј Ти Хаг |          |
| 2019.           | Алита: Борбени анђео  |               | МекТиг     |          |